# لويس جوهانسون
لويس جوهانسون هو سياسي أمريكي، ولد في 4 يناير 1929 في فيلادلفيا في الولايات المتحدة، وتوفي في 10 مارس 2004 في لونغبورت في الولايات المتحدة. نشط حزبياً في الحزب الديمقراطي. وقد انتخب عضو مجلس ولاية بنسيلفانيا ‏.